# Agustí Ferrer i Pino
Agustí Ferrer i Pino (Sitges, 14 de juliol de 1884 - 2 de gener de 1960) fou un pintor català.
Des de petit demostrà una gran aptitud per al dibuix. Assistí a les classes de Llotja, on fou deixeble d'Agapit Vallmitjana, i freqüentà els ambients artístics barcelonins de tombant de segle. El 1907 es traslladà a Madrid amb la intenció de perfeccionar els seus coneixements pictòrics al Museu del Prado. Fascinat per les civilitzacions antigues a partir de 1909 viatjà molt i passà llargues temporades a Itàlia, el nord d'Àfrica i França. Durant aquest periple decorà una nau de l'església de Sant Jaume de Montserrat, a Roma, El Teatro de la Zarzuela Española, a Orà, i diversos restaurants de Lió. De retorn a Espanya, on pràcticament ningú no el coneixia, la revista madrilenya La Esfera li dedicà un elogiós article que el feu sortir de l'anonimat (1914).

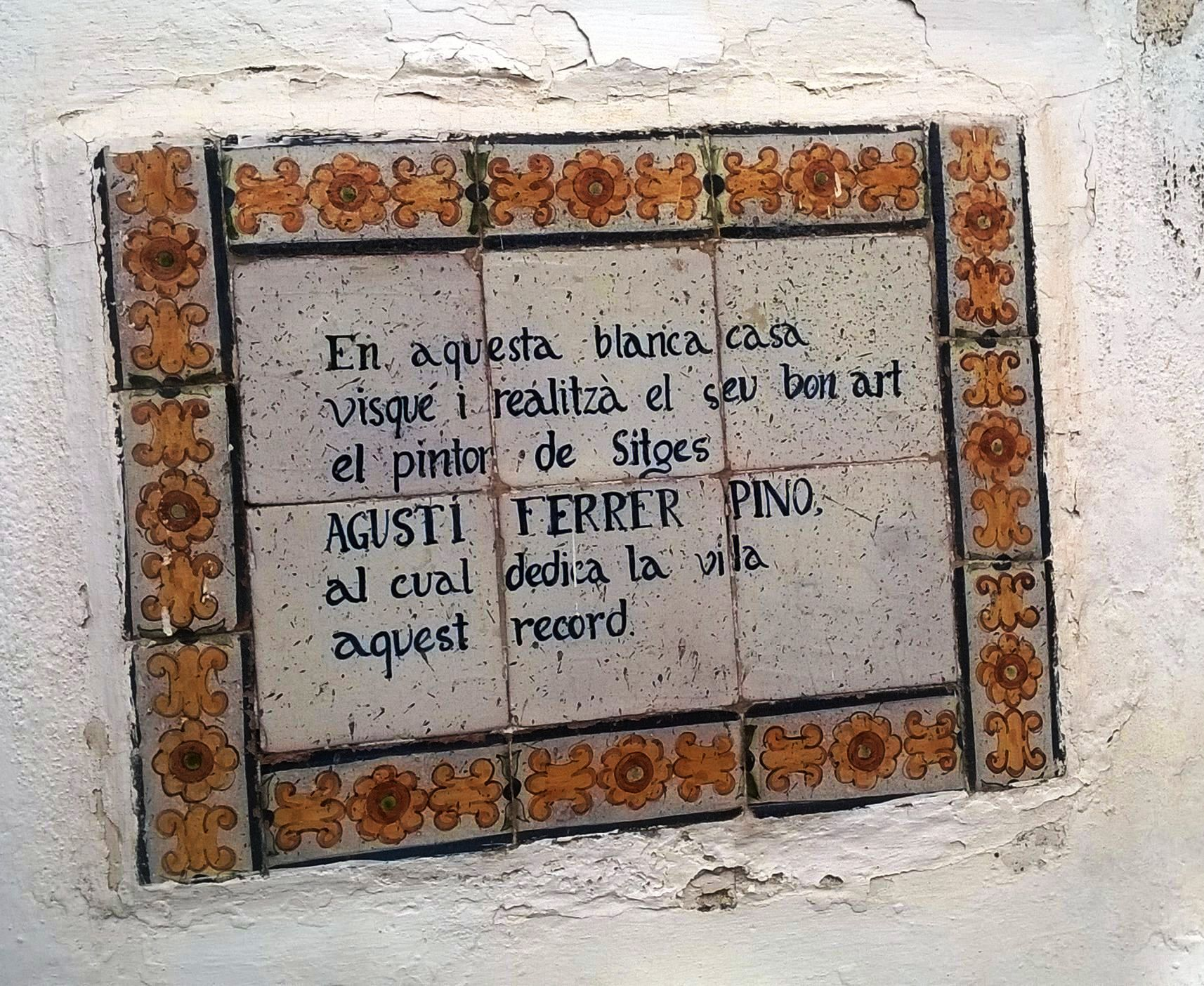
Placa Commemorativa a la casa on visqué Agustí Ferrer i Pino a la vila de Sitges

Instal·lat a Sitges, entre finals de 1915 i inicis de 1916, per encàrrec de l'administració de l'Hospital de Sant Joan, pintà sengles frescos a la capella i a l'escala principal de la institució, en els quals representà el tema bíblic de Salomé i el Baptista. Posteriorment decorà la boca de l'escenari del saló-teatre del Centre Obrer (1916; avui desaparegut), el cambril de la Verge del Vinyet (1919), el vestíbul de la casa de Correus (1926) i el presbiteri de l'ermita de la Trinitat (1929). La seva obra més important, però, fou la decoració de la façana i del saló-teatre del Casino Prado, que realitzà en diverses etapes entre 1921 i 1930. Fora d'aquí feu pintures murals a les esglésies de Sant Jaume de Moja (1927 i 1941) i Sant Marçal de Castellet, a la capella dels pares de la Sagrada Família, a Vilafranca del Penedès, i al Restaurant Masdeu, a Barcelona (1932), entre d'altres.
Paral·lelament a l'elaboració d'aquests frescos, exposà en diverses sales d'art barcelonines, com ara la Sala Reig (1918), la casa d'antiguitats Malmedé (1925, en dues ocasions), les Galeries Dalmau (1926), la Sala Busquets (1929) i la Sala Parés (1930 i 1932). Prengué part, així mateix, en l'Exposició de Primavera organitzada per l'ajuntament de Barcelona (1922) i en les exposicions d'Art del Penedès que tingueren lloc a Vilafranca (1926), el Vendrell (1927) i Vilanova i la Geltrú (1929).
A Sitges, a més d'exposar a la Galeria d'Art i Lletres (1926) i al Pavelló de Mar (1929), intervingué en l'Exposició Històrica d'Art Sitgetà (1925) i en els certàmens artístics que anualment organitzava la Federació de Joves Cristians (1932- 1935). El 1918, a iniciativa del doctor Rafael Padrol i Milà, l'ajuntament adquirí el seu quadre La parella per a la Pinacoteca Local. Altrament, dissenyà el Drac, que fou estrenat per la Festa Major de 1922 (li va fer l'encàrrec l'aleshores alcalde Josep Planes i Robert, que anteriorment ja li havia encomanat les pintures amb la il·lustració, col·laborant de manera periòdica a la revista L'Amic de les Arts i als setmanaris La Punta i Gaseta de Sitges.
Després de la guerra exposà al Salón Dardo, de Madrid (1944), i a les Galeries La Xarmada, de Sitges (1944-1948); el catàleg de l'exposició de 1946, on es pogueren veure les teles pintades a Mallorca l'any anterior, fou presentada per César González-Ruano.
Artista independent i excel·lent dibuixant, Ferrer sabé plasmar amb personalitat pròpia tots els temes que tractà: paisatges, escenes de platja i barques, retrats, bodegons i figures. Els quadres sobre Sitges, els seus entorns (Les Pruelles, la Trinitat, can Pere Mestre, etc.) i la Festa Major ocupen un lloc preeminent dins la seva obra. Com a retratista no es conformà en reproduir amb fidelitat l'aspecte físic dels personatges, ans aconseguí mostrar-ne la psicologia, ja fossin prohoms il·lustres (Bartomeu Carbonell i Batlle, Bonaventura Julià i Masó) o figures populars (Pep Capelles, l'avi Terradeus)
Va morir a Sitges el 2 de gener de 1960, als setanta-cinc anys. Quatre mesos després, el consistori presidit accidentament per Josep Ferret i de Querol acordà dedicar-li un carrer al sector de Terramar. L'estiu de 1962 se celebrà una exposició commorativa al Saló Blau de Maricel, i a principis de 1986, amb motiu del vint-i-cinquè aniversari de la seva mort, el Grup d'Estudis Sitgetans organitzà una antològica en la qual es pogueren veure una cinquatena d'obres del pintor. Ferrer va viure molts anys en una casa del carrer de Sant Joan; actualment hi ha una placa ceràmica a la façana que recorda aquest fet.